# John Meredyth Lucas
John Meredyth Lucas (Los Angeles, 1 mei 1919 - Newport Beach, 19 oktober 2002) was een Amerikaans scenarioschrijver, regisseur en producent, vooral voor televisie. 

## Biografie
John Meredyth Lucas werd in 1919 in Los Angeles geboren als zoon van scenarioschrijfster Bess Meredyth en scenarioschrijver en regisseur Wilfred Lucas, later werd hij geadopteerd door regisseur Michael Curtiz. Lucas groeide op in Zuid-Californië, waar hij op verschillende scholen heeft gezeten, waaronder de Urban Military Academy, de Southwestern Military Academy, de Pacific Military Academy en de Beverly Hills High School. Na een mislukte poging aan de universiteit begon hij zijn Hollywood-carrière als leerling scriptschrijver bij Warner Brothers.
Hij is het meest bekend voor zijn werk met Star Trek als scenarioschrijver, producent en regisseur. Hij schreef vier afleveringen voor de Star Trek tv-serie uitgezonden van 1967 tot 1969: The Changeling, Patterns of Force, Elaan of Troyius en That Which Survives. Hij regisseerde in 1968 de Star Trek afleveringen The Ultimate Computer, The Enterprise Incident en Elaan of Troyius. De laatste aflevering was ook de enige in de originele reeks die werd geregisseerd door zijn eigen schrijver. Lucas werd ook vermeld als producent voor de meeste afleveringen van Star Trek: The Original Series, seizoen 2 (1967–1968).
Hij schreef ook voor Mannix, The Fugitive, The Silent Force, Harry O, The Six Million Dollar Man en de televisieversie van Planet of the Apes en Logan's Run. Dark City (1950) en Peking Express (1951) waren enkele van zijn langspeelfilms als scenarioschrijver. Van 1959 tot 1960 werkte Lucas in Australië mee aan de tv-serie Whiplash.
In 1951 huwde hij de Australische actrice Joan Winfield. Samen kregen ze drie kinderen. Na haar dood hertrouwde hij in 1978. Lucas overleed in 2002. Zijn assen werden naar de ruimte geschoten in 2007 maar de vlucht mislukte. Bij een tweede poging op 2 augustus 2008 ontplofte de raket twee minuten na de start.

## Filmografie

### Als regisseur (tv-series)
- Letter to Loretta (1955)
- Medic (1955)
- Cavalcade of America (1955-1956)
- The Ford Television Theatre (1955-1956)
- Celebrity Playhouse (1956)
- Alfred Hitchcock Presents (1956-1957)
- Code 3 (1957)
- The Court of Last Resort (1957)
- The George Sanders Mystery Theater (1957)
- The Tin Man (1957)
- Zorro (1957-1959)
- Cimarron City (1959)
- Acapulco (1961)
- Whiplash (1961)
- Ben Casey (1964-1966)
- The Fugitive (1967)
- The Invaders (1967)
- Mannix (1967-1968)
- Insight (1967-1980)
- Star Trek (1967-1968)
- Night Gallery (1970-1972)
- Dr. Simon Locke (1971-1975)
- Planet of the Apes (1974)
- The Six Million Dollar Man (1976)
- The Fisher Family (1980)

### Als schrijver

#### Tv-series
- Mr. & Mrs. North (1953)
- Stage 7 (1955)
- Cavalcade of America (1955)
- Disneyland (1955)
- Letter to Loretta (1955)
- Medic (1955)
- Broken Arrow (1957)
- Dragnet (1957)
- Noah's Ark (1957)
- Zorro (1957-1959)
- Flight (1958)
- The Lawless Years (1959)
- Cimarron City (1959)
- Pony Express (1960)
- Bus Stop (1961)
- Burke's Law (1963)
- Laramie (1963)
- Ben Casey (1964-1965)
- Insight (1965-1971)
- The Fugitive (1967)
- Star Trek (1967-1968)
- Mannix (1970-1973)
- The Silent Force (1970)
- Medical Center (1971)
- Dr. Simon Locke (1971-1972)
- The Starlost (1973)
- Swiss Family Robinson (1975)
- Harry O (1975)
- Rafferty (1977)
- The Six Million Dollar Man (1977)
- Kojak (1977)
- Logan's Run (1977)
- Fantasy Island (1978)
- Nero Wolfe (1981)
- Star Trek: New Voyages (2013) (postuum)

#### Films
- Dark City (1950)
- Peking Express (1951)
- Red Mountain (1951)
- Captain Pirate (1952)
- Tumbleweed (1953)
- The Scarlet Hour (1956)
- The Sign of Zorro (1958)
- My Blood Runs Cold (1965)
- City Beneath the Sea (1971)
- Inferno in Paradise (1974)
- Yeshua (1984)

### Als producent

#### Tv-series
- Whiplash (1961)
- Ben Casey (1965-1966)
- The Fugitive (1966)
- Star Trek (1967-1968)
- Insight (1967-1977)
- Beyond Westworld (1980)

#### Films
- Farewell to the Planet of the Apes (1981)
- Yeshua (1984)